# Piper
Piper este un gen al familiei Piperaceae important economic și ecologic, care cuprinde cca. 1 000–2 000 specii de arbuști, plante erbacee și liane, multe dintre care sunt specii esențiale habitatului nativ, în timp ce altele sunt specii invazive unde au fost introduse.

## Specii selectate
- Piper aduncum sau angustifolium
- Piper auritum sau sanctum
- Piper betle
- Piper borneense
- Piper cenocladum
- Piper cubeba
- Piper darienense
- Piper decurrens
- Piper grandifolium
- Piper guineense
- Piper kadsura
- Piper imperiale
- Piper lolot
- Piper longum
- Piper macrophyllum
- Piper magnificum
- Piper mekongense
- Piper metallicum
- Piper methysticum
- Piper nigrum - Piper negru
- Piper officinarum
- Piper ornatum
- Piper pachyphyllum
- Piper porphyrophyllum
- Piper retrofractum
- Piper rubronodosum
- Piper rubrovenosum
- Piper saigonense
- Piper sylvaticum
- Piper unguiculatum